# Die Stickerin von Treviso

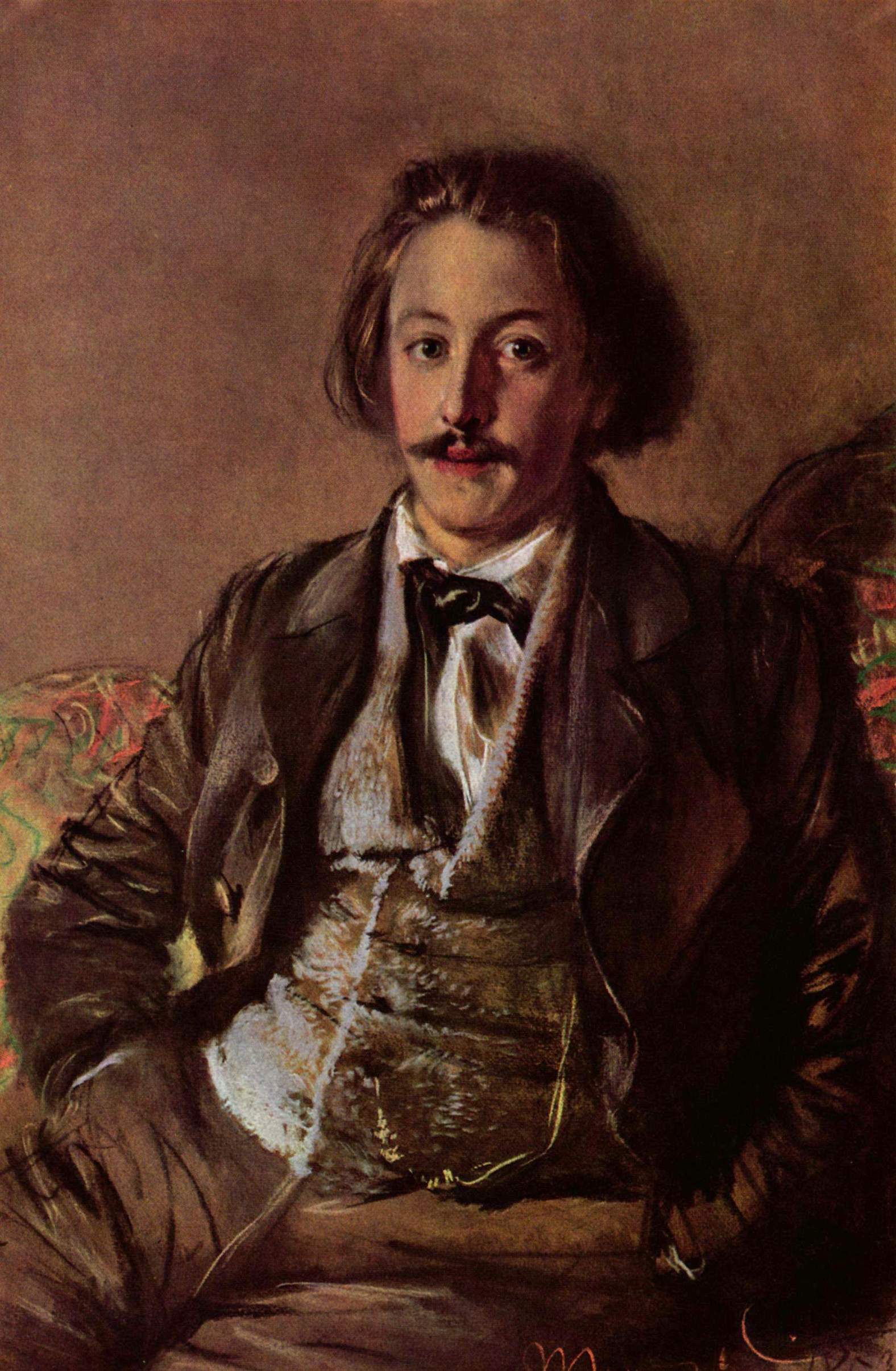
Paul Heyse auf einem Gemälde von Adolph Menzel anno 1853

Die Stickerin von Treviso ist eine Novelle des deutschen Nobelpreisträgers für Literatur Paul Heyse, die 1868 entstand und 1869 im Märzheft des Salons für Literatur, Kunst und Gesellschaft im Verlag Payne in Leipzig erschien.
Die Novelle wurde ins Italienische (La ricamatrice di Treviso, 1873), Englische (The Embroideress of Treviso, 1874) und Dänische (Historien om den blonde Giovanna, 1875) übertragen.

## Inhalt
Die Geschichte von der blonden Giovanna hat der Erzähler im Trevisoer Dominikanerkloster San Niccolo  in einer Chronik aus der Zeit gegen Ende des 14. Jahrhunderts gefunden. Die darin geschilderten Ereignisse sollen sich im ersten Viertel desselben Jahrhunderts zugetragen haben. Es geht um die Fehde zwischen den Städten Treviso und Vicenza.
In einer Schlacht am Bacchilione besiegten die Trevisaner unter ihrem um die 25 Jahre alten Condottiere Attilio Buonfigli die Vicentiner. Attilio hatte von einem Schwerthieb eine tiefe Halswunde. Er überlebte dank der Pflege im Hause des Tullio Scarpa in Vicenza. Der junge Lorenzaccio Scarpa, ältester Sohn des Hauses und erbitterter Feind der Trevisaner, blieb dem Vaterhause während der Krankenpflege des Gegners fern. Lorenzaccios Eltern hofften, eine Ehe der einzigen Tochter Emilia mit Attilio könnte als Beitrag zur guten Städtenachbarschaft genommen werden. Zwar schwieg Attilio, als ihm seine Mutter die Ehe-Idee der freundlichen Scarpas am Krankenbett nahebrachte, doch insgeheim wollte der langsam Genesende nicht beim Feind einheiraten.
Die Hochzeit ist endlich beschlossene Sache. Attilio muss nur noch das Siechenlager verlassen, auf dass er in Treviso triumphal einreiten kann. Als es so weit ist, tragen ihm die dankbaren Trevisaner ein Ehrenbanner entgegen, das die 31-jährige blonde Giovanna eigenhändig mit dem Wappentier der Stadt bestickt hat. Als Achtzehnjährige war Giovannas Verlobter an den Blattern gestorben. Seitdem möchte die schöne Giovanna Jungfrau bleiben.
Als nach dem Einzug Attilio das Banner aus den Händen seines edlen Oheims übernimmt, gleitet sein Blick über die Tribüne und bleibt bei Giovanna haften. Des Abends sucht er die Schöne in ihrer Behausung auf. Der Entschluss steht nun fest – Attilio will Emilia keinesfalls ehelichen; er will Giovanna. Als die Ältere, Vernünftigere redet ihm die Stickerin das Vorhaben aus. Bei allem Sinn für die Wirklichkeit kann Giovanna nicht anders – das Mädchen muss die Narbe am Hals des Jünglings küssen. Attilio sucht fortan Giovanna jeden Abend heimlich auf; küsst „Mund und Stirn und Wangen“.
Am Tage des Einzuges der Braut Emilia in Treviso ist alles aus. Bei dem Turnier zu Ehren der bevorstehenden Verheiratung stößt Lorenzaccio den Feind mit der Lanze nieder. Giovanna begibt sich zu dem sterbenden Attilio und schickt Emilia mit gebieterischer Geste fort. Attilio fordert einen Kuss von Giovanna, erhält ihn und stirbt.
In wenigen Nächten färbt sich Giovannas Blondhaar silbrig und sie welkt zur Greisin. Giovanna stirbt drei Jahre später und wird zu Füßen des Geliebten bestattet. Nach Attilios Tod hatte Giovanna noch ein zweites Banner gestickt: Erzengel Michael – in Weiß gerüstet – besiegt den Drachen. Dazu der Erzähler: „… man sagt, das Panzerhemd des Engels habe sie mit ihren eigenen weißen Haaren gestickt.“

### Ausgaben
- Die Stickerin von Treviso S. 273–310 in: Paul Heyse: Das Mädchen von Treppi. Italienische Liebesgeschichten. Mit einem Nachwort von Gotthard Erler. Illustrationen: Wolfgang Würfel. 512 Seiten. Buchverlag der Morgen, Berlin 1965

### Sekundärliteratur
- Werner Martin (Hrsg.): Paul Heyse. Eine Bibliographie seiner Werke. Mit einer Einführung von Prof. Dr. Norbert Miller. 187 Seiten. Georg Olms Verlag, Hildesheim 1978 (Schreibmaschinenschrift), ISBN 3-487-06573-8
- Rolf Füllmann: Paul Heyses 'Die Stickerin von Treviso' als Selbstästhetik (Foucault) der Gründerzeit. In: Ders.: Die Novelle der Neorenaissance zwischen 'Gründerzeit' und 'Untergang' (1870-1945): Reflexionen im Rückspiegel. Tectum-Verlag, Marburg 2016. S. 237–256, ISBN 978-3-8288-3700-3
- Jörg Krämer: »Wo ist der Falke?« Paul Heyses Novellentheorie und seine Novelle „Die Stickerin von Treviso“. In: Jahrbuch der Deutschen Schillergesellschaft 60 (2016), S. 363–381.